# Camozzi
Camozzi (Камоцци) — международный итальянский концерн по производству пневмоаппаратуры и пневмооборудования, пневмосистем и пневмоавтоматики. Один из мировых лидеров в области промышленной пневматики (которая составляет треть оборота компании).
Штаб-квартира находится в городе Брешиа (Италия).
Была основана в 1964 году как семейная фирма братьями Камоцци в городе Лумедзане на севере Италии. Первой их продукцией были фитинги.
В 1974 году открыта первая производственная площадка.
В 1980 году вышла на рынок Германии, в 1986 году — США.
В 1991 году в г. Симферополе (Крым) было создано подразделение на территории СССР.
В 1993 году появилось подразделение в Москве.
В 2003 году в Брешиа (Италия) создан собственный исследовательский центр.
В 2003 году приобретена компания «Ingersoll» (США).
В 2006 году открыт производственно-логистический комплекс в Подмосковье.
В настоящее время концерн состоит из 13 компаний, входящих в 5 структурных подразделений: автоматизация, станкостроение, обрабатывающее оборудование, тяжелое и энергетическое машиностроение, производство текстильного оборудования.
В 2010 году, по предварительным подсчётам, оборот корпорации составил 350 млн. евро.
- Производство: 19 заводов[1], в том числе в России. Штаб-квартира «Камоцци Пневматика», открыта в 2006 году в пос. Чашниково (Подмосковье) завод по производству пневмоцилиндров, в Симферополе (Крым) — открытый в 2000 г. завод по производству пневмоцилиндров.